# Trolleybus de Kovrov
Le trolleybus de Kovrov (en russe : Ковровский троллейбус) est un des systèmes de transport en commun de Kovrov, dans l'oblast de Vladimir, en Russie.